# Vughter Poort
De Vughter Poort of Kruispoort was een poort van de uitbreiding van de tweede ommuring van de Nederlandse stad 's-Hertogenbosch. De poort is ook bekend onder de naam Heilig Kruispoort.
Het gebouw stond op de kruising van de Vughterstraat en Kuipertjeswal in de wijk Vughterpoort. Het gebouw werd voltooid in 1399. Hierdoor was de Antwerpse Poort overbodig geworden en deze werd daarna snel afgebroken. De Vughter poort sloot aan op de handelsweg naar Breda en Antwerpen. Van het bouwwerk werd gezegd, dat het meer schietgaten telde dan er dagen in een jaar zijn.
Na de bouw van de Pieckepoort deed het gebouw dienst als hulpgevangenis. Het was vanaf 1699 tot de sloop in 1799 een museum van rariteiten, met een expositie van historische, natuurkundige en biologische voorwerpen. 